# داب بی‌ان‌پی پاریبا
داب بی‌ان‌پی پاریبا (انگلیسی: DAB BNP Paribas) شرکت خدمات مالی و بانکداری آلمانی است، که در سال ۱۹۹۴ تأسیس شد.